# Moronidae
Moronidae là danh pháp khoa học của một họ cá dạng cá vược, theo truyền thống xếp trong bộ Cá vược (Perciformes). Trong ấn bản lần 5 của Fishes of the World năm 2016, họ này cùng các họ Drepaneidae, Ephippidae được xếp trong bộ Moroniformes, nhưng các kết quả nghiên cứu của Betancur et al. (2016) không hỗ trợ điều này và họ này được phân loại ở vị trí không xác định (incertae sedis) trong loạt Eupercaria trong khi hai họ Drepaneidae, Ephippidae được xếp trong bộ Ephippiformes.
Họ này phân bố ở các vùng nước ngọt, nước lợ và nước mặn thuộc Bắc Đại Tây Dương, gồm vùng duyên hải Bắc Mỹ và vịnh Mexico, châu Âu và Bắc Phi. Moronidae là họ của các loài cá vược (bass) sống ở vùng nước ôn đới, và có thể phát hiện ở sông hay cửa biển. Thành viên nổi tiếng nhất của nhóm này là cá vược sọc (Morone saxatilis), một trong những con cá câu thể thao nổi tiếng nhất.

## Đặc điểm
Các loài cá vược thuộc họ này sống ở vùng nước ôn đới có 2 vây lưng - trong đó vây lưng một có 8-10 tia gai, vây lưng hai có 1 tia gai và 10-13 tia mềm. Vây hậu môn 3 tia gai và 9-12 tia mềm, và 1 vây đuôi chia thùy. Nắp mang 2 tia gai. Đường bên chạy gần đến mép sau của vây đuôi. Hàng phụ các vảy đường bên trên vây đuôi nừm trên và dưới hàng chính.Tia xương mang (branchiostegal rays) 7. Đốt sống 25.
Chúng có thể lớn đến 45–200 xentimét (18–79 in) và là cá thương mại ở một số nơi trên thế giới. Cá vược họ này sống ở vùng nước ôn đới có khuynh hướng di cư cao, thỉnh thoảng di chuyển một quãng đường rất xa. Tất cả chúng sinh sản trong vùng nước ngọt trong mùa xuân, và ăn các loài cá nhỏ hơn cùng với tôm và giáp xác khác. Một số loài cũng được nuôi thương mại, và ngư dân cũng có thể lợi dụng trữ lượng cá nuôi, thường được thả vào các khu vực nước có trữ lượng bị tàn phá.